# Yongqing
För andra betydelser, se Yongqing (olika betydelser).
Yongqing, tidigare romaniserat Yungtsing, är ett härad som lyder under Langfangs stad på prefekturnivå i Hebei-provinsen i norra Kina. Det ligger omkring 65 kilometer söder om huvudstaden Peking.